# Port Albert Peninsula
Port Albert Peninsula är en halvö i Kanada.   Den ligger i provinsen Newfoundland och Labrador, i den östra delen av landet, 1 700 km öster om huvudstaden Ottawa.